# Holandia na Zimowych Igrzyskach Olimpijskich 1928
Holandię na Zimowych Igrzyskach Olimpijskich 1928 reprezentowało siedmiu zawodników (sami mężczyźni). Był to debiut reprezentacji Holandii na zimowych igrzyskach olimpijskich.

## Skład kadry

### Bobsleje
Mężczyźni
| Osada | Zawodnik                                                                                         | Konkurencja | Ślizg 1 | Ślizg 2 | Łącznie | Pozycja |
| ----- | ------------------------------------------------------------------------------------------------ | ----------- | ------- | ------- | ------- | ------- |
| NED-1 | Curt van de Sandt Edwin, Jonkheer Teixeira de Mattos Henri Dekking Jacques Delprat Hubert Menten | Piątki      | 1:43,5  | 1:45,5  | 3:29,0  | 12.     |

### Łyżwiarstwo szybkie
Mężczyźni
| Zawodnik    | Konkurencja    | Czas    | Pozycja |
| ----------- | -------------- | ------- | ------- |
| Wim Kos     | Bieg na 500 m  | 56,2    | 33.     |
| Wim Kos     | Bieg na 1500 m | 2:49,9  | 29.     |
| Wim Kos     | Bieg na 5000 m | 9:34,20 | 19.     |
| Siem Heiden | Bieg na 500 m  | 49,9    | 27.     |
| Siem Heiden | Bieg na 1500 m | 2:33,10 | 18.     |
| Siem Heiden | Bieg na 5000 m | 9:10,0  | 11.     |